# 大日本塗料
大日本塗料股份有限公司，簡稱大日本塗料股份，以及大日本塗料（英語：Dai Nippon Toryo Company, Limited，東證1部：4611、原大證1部：4611），於1929年，由日本電池分拆為「鉛粉塗料株式會社」，其後在1936年和另外旭硝子旗下旭色彩製造所合併。
現時為三菱集團旗下一分子塗料事業，而總部位於大阪府大阪市此花区西九条六丁目1番124号，而股份則在1949年5月於東證上市。董事長和總裁為岩淺壽二郎。
而在2012年9月，把旗下日邦電機私有化，並把旗下4家（大日本塗料銷售、東京化學、大阪化學，以及九州化學）合併，預計分別在2012年12月20日和2013年1月1日完成。

## 外部連結
- dnt.co.jp（页面存档备份，存于）